# 多順
金多順（：／ Kim Da Som，1993年5月6日—），藝名多順（：／ Da Som），韓國女歌手、演員。曾為韓國女子團體SISTAR成員，擔當副唱。

## 个人背景

### 生活
1993年5月6日，出生於韓國京畿道廣州市。有一個哥哥叫金成鍾。

### 中文名字
由於中文名字尚未經過官方正名以及「솜」這一韓字沒有對應漢字的緣故，其譯名只能譯為「金多絮」。
由於Sony Music成為SISTAR台灣代理公司，會宣傳SISTAR的專輯，介紹時以“多順”稱呼Dasom，於是便使用「多順」會較合適。

## 經歷

### 出道前
夢想成為一名演員，因為受到父親喜歡電影的影響，從小就涉獵古典電影，國中二年級放假時每天都看兩部電影，很自然地就產生了想演戲的想法，此後爲了正式學習表演，就進入安養藝術高中表演系。上高中時因接到提案，家人建議去更大的企劃公司看看，於是哥哥帶她到JYP Entertainment試鏡，開始了練習生生活，之後經而且當時年紀還小，所以不管先做什麼都沒有關係。

### 出道後
- 2010年6月3月，以團體身份SISTAR推出首張單曲《Push Push》，翌日於KBS2《Music Bank》正式出道。

- 2012年8月13日，首次參與戲劇的演出，在KBS日日連續劇《Family》中飾演優家二女兒－優多胤。

- 2013年1月16日，擔任第27屆《金唱片獎》主持人。

- 2014年3月5日，主演的KBS日日連續劇《乘著歌聲的愛情》電視劇原聲帶《YA YA YA》發行。

- 2016年1月14日，首次出演的電影《猶如法國電影》上映，是一部「多段式電影(Omnibus Film)」，擔任電影中四篇主題中其中兩篇的女主角。

- 2017年1月17日，參與STARSHIP娛樂 VINTAGE BOX音樂企劃，與歌手40合作演唱《You & I》發行。

- 2017年6月3日，與STARSHIP娛樂約滿，成員們都決定不以團體身分續約，將專注於個人活動，SISTAR也隨之解散。[7]

- 2017年6月13日，與STARSHIP娛樂旗下子公司King Kong娛樂簽約，未來將以演員的路線發展。[8]

- 2017年12月31日，在第24屆SBS演技大獎中，憑《姐姐風采依舊》的梁達熙一角獲得 “女子新人演技賞”，這也是首次在戲劇上得獎。

- 2021年6月29日，與KINGKONG By STARSHIP娛樂合約到期不續約，結束11年的合作關係。
- 2021年8月6日，與Story J Company簽約

## 音樂作品

### 電視原聲帶
| 發行日期     | 歌曲名稱 | 戲劇名稱       | 合作藝人 |
| ------------ | -------- | -------------- | -------- |
| 2014年3月5日 | YA YA YA | 乘著歌聲的愛情 | 不適用   |
| 2015年9月1日 | 你是我的 | 奇怪的兒媳     | 不適用   |

### 合作歌曲
| 发布日期      | 歌曲名称                                           | 专辑名称 | 合作艺人 | 备注                     |
| ------------- | -------------------------------------------------- | -------- | -------- | ------------------------ |
| 2017年1月17日 | 그대와 나, 설레임 (You & I) （页面存档备份，存于） | 不適用   | 40       | STARSHIP娱乐 VINTAGE BOX |

## 影視作品
- 所屬團體之共同出演，請參閱SISTAR § SISTAR媒體作品列表

### 戲劇
| 年份   | 電視台 | 電視劇名稱           | 角色           | 性質 | 集数 | 備註                     |
| ------ | ------ | -------------------- | -------------- | ---- | ---- | ------------------------ |
| 2012年 | KBS    | 《Family》           | 優多胤         | 主演 | 120  |                          |
| 2013年 | KBS    | 《乘着歌聲的愛情》   | 孔得聆         | 主演 | 151  |                          |
| 2015年 | KBS    | 《奇怪的兒媳》       | 吳仁英         | 主演 | 12   | 過時偶像團體“Ruby”的成員 |
| 2017年 | SBS    | 《姐姐風采依舊》     | 梁達熙／Sera朴 | 主演 | 68   |                          |
| 2018年 | KBS2   | 《金小姐之謎》       | 金小姐         | 主演 | 1    | 特別劇                   |
| 2018年 | SBS    | 《皇后的品格》       | 梁達熙         | 客串 | 48   |                          |
| 2019年 | tvN    | 《會讀心術的那小子》 | 殷智秀         | 主演 | 16   |                          |
| 2020年 | JTBC   | 《我們，愛過嗎》     | 朱娥潾         | 主演 | 16   |                          |
| 2023年 | MBC    | 《木偶的季節》       | 太貞元         |      | 16   |                          |
| 2024年 | tvN    | 《是偶然嗎》         | 金惠智         |      | 8    |                          |
| 2025年 | ENA    | 《主婦偵探社》       | 朴素熙         |      | 10   |                          |

### 電影
| 年份   | 電影名稱         | 角色    | 性質   | 備註     |
| ------ | ---------------- | ------- | ------ | -------- |
| 2016年 | 《猶如法國電影》 | Gi Hong | 女主角 |          |
| 2016年 | 《奇怪的同居》   | 韓琴惠  | 女主角 | 中韓合作 |

### 音樂錄影帶
| 年份   | 歌手                   | 歌曲             | 搭檔          |
| ------ | ---------------------- | ---------------- | ------------- |
| 2012年 | VIXX                   | 《Rock Ur Body》 | 不適用        |
| 2012年 | K.Will                 | 《Please Don't》 | 徐仁國 安宰賢 |
| 2013年 | K.Will                 | 《Love Blossom》 | L（INFINITE） |
| 2014年 | 韶宥（SISTAR），鄭基高 | 《Some》         | Baro（B1A4）  |

### 主持
| 日期           | 電視台 / 播放平台 | 節目名稱                  | 備註   |
| -------------- | ----------------- | ------------------------- | ------ |
| 2012年7月28日  | MBC               | Show! 音樂中心            | 特別MC |
| 2013年1月16日  | JTBC              | 第27屆金唱片獎            |        |
| 2013年2月7日   | MBC               | Show! 音樂中心            | 特別MC |
| 2014年10月12日 | SBS               | 2014 Hallyu Dream Concert |        |
| 2015年10月21日 | OnStyle           | Get it beauty             | 代班MC |

## 獎項

### 大型頒獎禮獎項
| 年份   | 名稱                       | 獎項                   | 作品           | 結果 |
| 2013年 | 第27屆KBS演技大獎          | 女子新人演技獎         | 乘著歌聲的愛情 | 提名 |
| 2013年 | 第27屆KBS演技大獎          | 最佳情侶獎（與白成鉉） | 乘著歌聲的愛情 | 提名 |
| 2014年 | 第七屆韓國電視劇節         | 女子新人演技獎         | 乘著歌聲的愛情 | 提名 |
| 2014年 | 第16屆首爾國際靑少年電影節 | 女子青少年演技獎       | 乘著歌聲的愛情 | 提名 |
| 2014年 | 第三屆大田電視劇節         | 女子新人演技賞         | 乘著歌聲的愛情 | 提名 |
| 2017年 | 第24屆SBS演技大獎          | 女子新人演技獎         | 姐姐風采依舊   | 獲獎 |
| 2017年 | 第24屆SBS演技大獎          | 年度角色獎             | 姐姐風采依舊   | 提名 |
| 2018年 | 第54屆百想藝術大獎         | 女子新人演技獎         | 姐姐風采依舊   | 提名 |

## 外部連結
- （页面存档备份，存于）（繁體中文）
- 多順的Instagram帳戶